# 大清銀幣

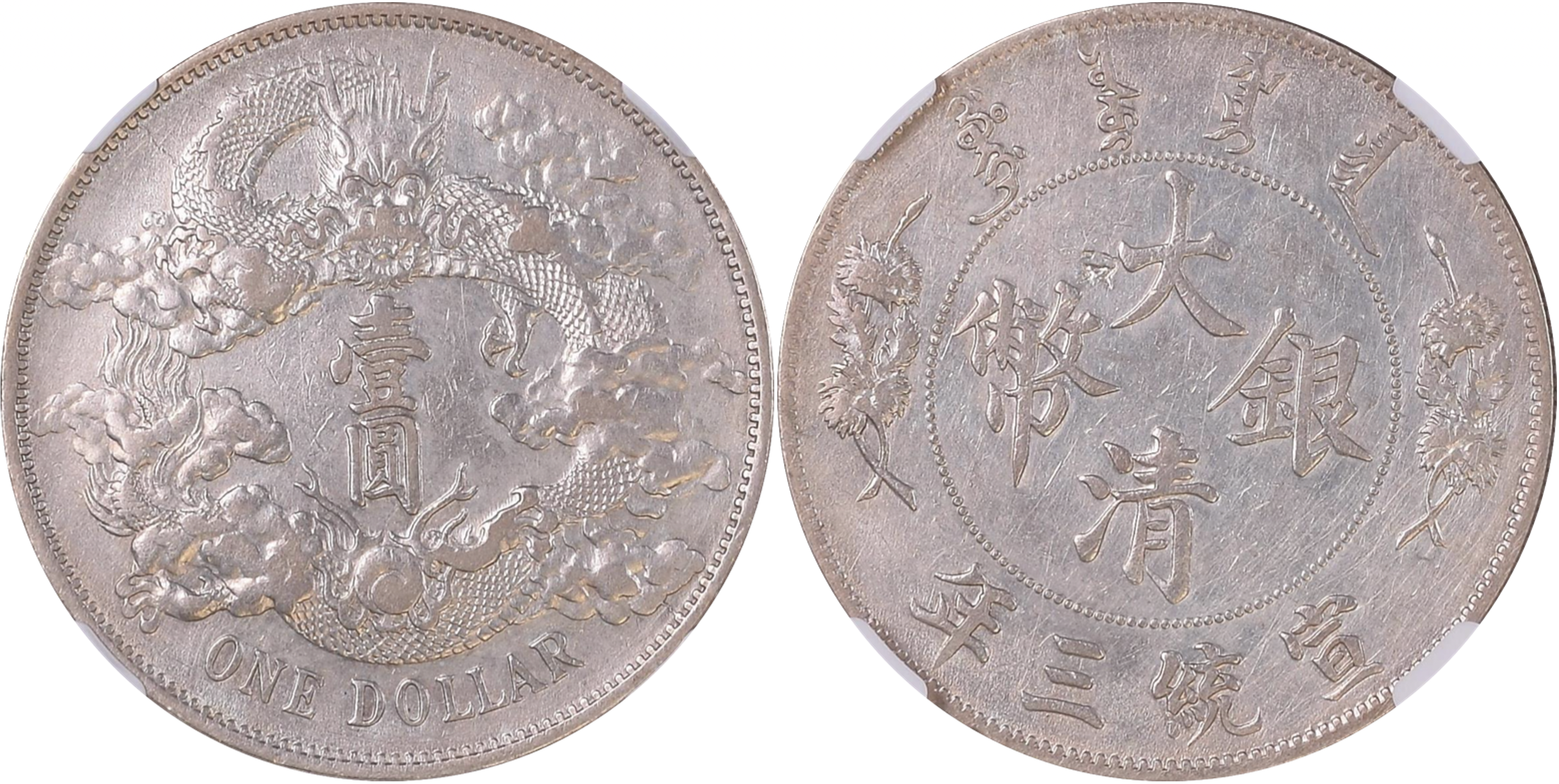
大清銀幣（壹圓）

大清銀幣，是清朝在宣統三年（1911）期間於天津造幣總廠所鑄造的大型銀幣，也是第一款使用「圓」而非重量為面额的中國銀幣。
清政府擬訂了《整頓圜法章程》十條，其中提出銀幣的將僅限造幣總廠製造，並保留南洋（江南）、北洋、廣東、湖北四局為分廠。
新版銀幣共有壹圓、五角、貳角和壹角四種幣值

## 描述
宣統三年(1911)，當時的清政府欲統一原先混雜的中國幣制，於是特別聘請義大利籍雕刻師喬治（Luigi Giorgi）擔任總雕刻師設計及製造了這套宣統三年大清銀幣，共計有六、七種版式，長鬚龍是其中較有名的板式之一。但新幣剛試鑄成功之際，卻遭逢武昌起義，並成功推翻清朝政府，於是大部分新版銀幣胎死腹中，只留有少量樣幣。其中長鬚龍版因背面龍首之鬚特長而得名，屬於試樣性質，因圖案精緻、存世稀少而受人重視。